# Dactylorhiza insularis
Dactylorhiza insularis is een Europese orchidee.
Het is een soort van het westelijke Middellandse Zeegebied, die wat lijkt op de vlierorchis (Dactylorhiza sambucina), maar fijner gebouwd is.

## Etymologie
De soortaanduiding insularis is Latijn voor "een eiland (insula) betreffend," of in dit geval "eilandorchis," omdat de soort voor het eerst beschreven werd aan de hand van exemplaren op het eiland Sardinië.

## Kenmerken
Dactylorhiza insularis is een overblijvende plant die overwintert door middel van wortelknollen (geofyt). De soort is in vergelijking met de vlierorchis een slankere, tot 35 cm grote plant met vijf tot acht lichtgroene, ongevlekte, lancetvormige bladeren en een korte, ijle, soms naar één zijde gerichte, tot 7 cm hoge aar met maximaal vijftien bloemen.
De bloemen zijn klein en bleekgeel. De lip is tot 12 mm breed, tot 10 mm lang en duidelijk drielobbig. De zijlobben hiervan zijn lichtjes naar achter teruggeslagen. De middenlob is langer dan de zijlobben. De lip is in het centrum ongevlekt, voorzien van enkele rode puntjes of, minder vaak van een enkele, tweelobbige rode vlek. De spoor is ongeveer recht, horizontaal geplaatst en half zo lang als het vruchtbeginsel.
De bloeitijd is van mei tot juni.

## Habitat
Dactylorhiza insularis komt voor op droge, min of meer zure bodems in de volle zon of lichte schaduw, zoals voedselarme graslanden, hooilanden, wegbermen en lichte bossen. Vooral in middengebergtes tot op 2000 m komt de soort voor.

## Voorkomen
Dactylorhiza insularis is een plant van het westelijke Middellandse Zeegebied, van Portugal en Spanje tot in Italië en Sardinië. In Frankrijk is de plant zeer zeldzaam in de Corbières en op Corsica.

## Verwante en gelijkende soorten
Dactylorhiza-soorten lijken veel op elkaar. Deze kan van deze soorten onderscheiden worden door de bleekgele bloemen met de roodgevlekte bloemlip en de korte, rechte spoor. In tegenstelling tot de vlierorchis heeft Dactylorhiza insularis geen rode vorm, en is de plant in verhouding slanker, met een ijlere bloeiwijze en kleinere bloemen.

## Bescherming
Dactylorhiza insularis is in Frankrijk beschermd op regionaal niveau.

## Synoniemen
- basioniem: Orchis insularis Sommier (1895)
  - Orchis sambucina var. insularis (Sommier) Fiori (1896)
  - Orchis romana var. insularis (Sommier) E.G.Camus (1908)
  - Orchis sambucina subsp. insularis (Sommier) Briq. (1910)
  - Dactylorhiza iberica subsp. insularis (Sommier) Soó (1962)
- Orchis pseudosambucina subsp. castellana Rivas Goday (1945)
  - Dactylorhiza insularis subsp. castellana (Rivas Goday) D.Rivera & Lopez Velez (1987)
  - Dactylorhiza insularis f. castellana (Rivas Goday) Bernardos (2002)
- Dactylorhiza romana subsp. bartonii Huxley & P.F.Hunt (1967)
  - Dactylorhiza bartonii (Huxley & P.F.Hunt) Aver. (1984)
  - Dactylorhiza insularis var. bartonii (Huxley & P.F.Hunt) D.Rivera & Lopez Velez (1987)
  - Dactylorhiza insularis f. bartonii (Huxley & P.F.Hunt) Gathoye & D.Tyteca (1994)

D. alpestris · 
D. aristata · 
D. atlantica · 
D. baumanniana · 
D. cordigera · 
D. cyrnea · 
D. czerniakowskae · 
D. durandii · 
D. elata (Grote rietorchis) · 
D. euxina · 
D. foliosa · 
D. francis-drucei · 
D. fuchsii (Bosorchis) · 
D. graggeriana · 
D. hatagirea · 
D. iberica · 
D. incarnata (Vleeskleurige orchis) · 
D. insularis · 
D. isculana · 
D. kafiriana · 
D. kerryensis · 
D. kulikalonica · 
D. lapponica · 
D. maculata (Gevlekte orchis) · 
D. maculata subsp. elodes (Tengere heideorchis) · 
D. maculata subsp. ericetorum (Heideorchis) · 
D. maculata subsp. savogiensis · 
D. magna · 
D. majalis (Brede orchis) · 
D. osmanica · 
D. phoenissa · 
D. praetermissa (Rietorchis) · 
D. praetermissa var. junialis (Gevlekte rietorchis) · 
D. purpurella (Purperrode orchis) · 
D. romana · 
D. russowii · 
D. saccifera · 
D. salina · 
D. sambucina (Vlierorchis) · 
D. sibirica · 
D. sphagnicola (Veenorchis) · 
D. sudetica · 
D. traunsteineri (Smalle orchis) · 
D. traunsteinerioides · 
D. umbrosa · 
D. urvilleana · 
D. viridis (Groene nachtorchis)